# Kerochariesthes
Kerochariesthes – rodzaj chrząszczy z rodziny kózkowatych i podrodziny zgrzypikowych. 

## Zasięg występowania
Przedstawiciele tego rodzaju występują w Afryce Wschodniej, w Ugandzie i Somalii oraz na południu Półwyspu Arabskiego.

## Systematyka
Do Kerochariesthes należą 2 gatunki:
- Kerochariesthes fulvoplagiata
- Kerochariesthes holzschuhi